# Morgenwelt
Morgenwelt ist ein New-Wave-Science-Fiction-Roman des britischen Autors John Brunner. Er gehört neben seinen Romanen Schafe blicken auf (The Sheep Look Up, 1972) und Schockwellenreiter (The Shockwave Rider, 1975) zu den wichtigsten Werken des Autors. Er wurde 1968 veröffentlicht und spielt um das Jahr 2010. Der englische Titel „Stand on Zanzibar“ bezieht sich darauf, dass um diese Zeit die Weltbevölkerung eng gedrängt stehend die gesamte Insel Sansibar ausfüllen würde, was um die 10,5 Milliarden Menschen ausmachen dürfte.

## Überblick und Stil
John Brunner hat hier teilweise gesellschaftliche und ökologische Gegebenheiten seiner Zeit, nicht immer zutreffend, in eine Zukunft projiziert, die eigentlich schon als unsere heutige Gegenwart bezeichnet werden kann. Jedoch zeichnet sich der Autor, auch in anderen Romanen, durch eine differenzierte soziologische Perspektive aus, die weit über den Standard eines herkömmlichen SF-Autors hinausgeht, so dass die Fehleinschätzung einiger zukünftiger Entwicklungen letztlich die schriftstellerische Leistung nur unwesentlich beeinträchtigt.
Das erste Jahrzehnt des 21. Jahrhunderts: Die (zur Zeit Brunners) kapitalistisch geprägten Staaten werden quasi von globalen Konzernen geführt. Gegner und Konkurrenten um die letzten Ressourcen sind die großen kommunistischen Staaten Sowjetunion und China. Die fiktive faschistische Diktatur Jatakang stellt die seit 1968 aufstrebenden Staaten Japan, Taiwan und (Süd-)Korea dar. Die ärmeren Staaten Afrikas schließen sich zu großen Blöcken zusammen, um einer drohenden Annexion zu entgehen. Der Bevölkerungsdruck ist unerträglich geworden. Mit drastischen Geburtenbeschränkungen und rigider Ausmerzung aller Erbkrankheiten hofft man, der Überbevölkerung Herr zu werden. Das trostlose Leben ist nur durch Drogen aller Art zu ertragen, die sämtlich legal und erwünscht sind, weil sie die Bürger ruhig halten. Die ebenfalls tolerierte vollkommene sexuelle Freizügigkeit macht nicht mal vor Inzest halt. Amokläufer und gewalttätige Ausschreitungen sind an der Tagesordnung.
In einem Feuerwerk verschiedener Informationsschnipsel (beispielsweise: „WIRD HIERMIT VERORDNET: Das Vorhandensein der in Anhang B aufgeführten Gene gilt ipso facto als Grund zu Sterilisation eines jeden Kindes männlichen Geschlechts beim Erreichen des Pubertätsalters ...“) muss sich der Leser aber erst diese Zustandsbeschreibung erarbeiten. Aus dem Sammelsurium von Werbeanzeigen, Fernsehslogans, gesellschaftskritischen Bemerkungen, amtlichen Verlautbarungen, kurzen Episoden mit verschiedenen Menschen schälen sich schließlich die handlungstragenden Protagonisten heraus:

## Hauptpersonen
- Norman Niblock House, ein arrogant wirkender Afroamerikaner, der es aus den Slums in die obere Management-Etage des Weltkonzerns GT (General Technics) geschafft hat. Er verachtet im Grunde die Weißen, und sein größtes Vergnügen ist es, seine Arbeitskollegen vorzuführen.
- Donald Hogan. Er wurde nach seinem Studium vom Staat als Synthetiker angestellt. Seine Aufgabe ist, alles Mögliche zu lesen und daraus kreative Querverbindungen zu schaffen. Er versucht, unauffällig durchs Leben zu gehen. Da die Mieten in Ballungszentren unerschwinglich sind, ist er Untermieter im Appartement von Norman House. Beide legen Wert auf Distanz und teilen nur ihre wechselnden Bräute.
- Chad C. Mulligan, ein weltberühmter, bisher totgeglaubter Soziologe und vulgärer Kritiker der Gesellschaft. Er hatte sich jedoch lediglich aus Frust saufend in ein Pennerdasein verzogen.
- Elihu Masters, amerikanischer Botschafter, ebenfalls Afroamerikaner. Statt einen attraktiven Posten anzunehmen, zog er es vor, in einem gottverlassenen, völlig verarmtem afrikanischen Land an der Westküste, genannt Beninia, zu bleiben.
- Das Land Beninia, das, obwohl klein, schwach, bitterarm und völlig unbedeutend, es bisher unerklärlicherweise geschafft hat, in der Zange großer afrikanischer Staatenbünde und sonstiger Begehrlichkeiten zu überleben. Seine Einwohner gelten als absolut friedliebend. Man sagt ihnen nach, dass sie mächtige Zauberer seien und Angreifern das Herz stehlen. Daher sind sie speziell bei den afrikanischen Nachbarn tabu.

## Handlung
Der allseits beliebte und zwischen den verschiedenen Fronten geschickt lavierende Obomi, Staatspräsident von Beninia, sieht sein Ende herannahen. Er sucht nach einer Lösung, damit Beninia weiterhin überleben kann. Sein enger Freund ist Botschafter Elihu, der bereits „Beninia-süchtig“ geworden ist. Dieser wendet sich nach reiflicher und weiser Überlegung an den Konzern GT. Er erkennt schnell hinter der arroganten Fassade Norman Houses dessen Fähigkeiten und emotionelle Kraft. Zusammen gelingt es beiden, GT (in der Form der sehr alten Eigentümerin, Oma GT, die hauptsächlich aus Ersatzteilen besteht) von einem verlockenden Plan zu überzeugen: Beninia wird das logistische Zentrum für die Gewinnung von Erzen auf dem Meeresgrund, was bisher im Vergleich zu anderen Quellen unrentabel war, aber in Zukunft aufgrund drohender Rohstoffknappheit lohnend werden könnte, so dass GT dann mit der kompletten Produktionsstruktur einen entscheidenden Konkurrenzvorteil hat. Der verrottete Hafen von Beninia wird ausgebaut, das Erz wird mit großen Rohren vom Meeresgrund direkt zu diesem Hafen gepumpt, dort weiterbearbeitet und verschifft. Da für dieses Projekt eine große Zahl von qualifizierten Fachleuten benötigt wird, wird das Land auf Kosten von GT infrastrukturell durch Bildungsinstitute, gesundheitliche Fürsorge etc. gefördert. Zudem bietet dieser Konzern auch einen Schutz vor ausländischen Aggressoren.
Auf einer der dekadenten Partys New Yorks treffen schließlich die vier Protagonisten zusammen. Chad Mulligan hat beschlossen, wieder am gesellschaftlichen Leben teilzunehmen. Da ihn das soziologische Phänomen Beninia fasziniert, kann er überredet werden, dahin mitzukommen. Donald Hogan dagegen wird aus seinem beschaulichen Leben gerissen. In Jatakang ist es einem international renommierten jatakangischen Wissenschaftler gelungen, erbgeschädigte Embryonen nachträglich gentechnisch zu reparieren. Hogan soll als Undercover-Agent dieses Gerücht überprüfen. Er wird dazu in einer Gehirnwäsche zu einer Killermaschine konditioniert. Bei dem Versuch, den Wissenschaftler zu entführen, tötet er ihn versehentlich. Daran zerbricht er und muss therapeutisch in einer Heilanstalt behandelt werden.
Währenddessen gedeiht das Projekt Beninia, trotz permanenter Mittelknappheit. Norman und Chad sind ebenfalls Beninia-süchtig geworden. Das Forscherteam um Chad findet schließlich heraus, dass bei einem Stamm der Beninier, den Schinka, eine dominante Mutation vorliegt: Sie sondern einen aggressionshemmenden „Beschwichtigungsduftstoff“ ab. Durch den Kontakt und vor allem Vermischung mit Invasoren (etwa Sklavenhändlern) wurden diese also aktionsunfähig. Man plant, dieses Gen auf andere Menschen übertragen zu können. Donald Hogan wird der Wunsch erfüllt, seine Freunde in Beninia besuchen zu dürfen. Aber der Versuch scheitert. Letztlich scheint er kein normales Leben mehr führen zu können.

## Preise
- 1968 Hugo Award für den besten Roman
- 1968 British SF Award für den besten Roman